# 内灘町立図書館
内灘町立図書館（うちなだちょうりつとしょかん）は、石川県河北郡内灘町にある公共図書館。

## 歴史
前史として1909年（明治42年）に皇太子殿下北陸行啓記念として各小学校に記念文庫が設置されている。石川県が1920年（大正9年）に「市町村立図書館施設要項」を定めて図書館の設立・充実を奨励したのを受けて、同年4月20日に内灘村立図書館が設置された。しかし図書館といっても県や郡の巡回図書の世話をするくらいで、有名無実であったともされる。
1951年（昭和26年）6月29日に内灘村立図書館条例を定めて再出発を図り、村時代は大根布公民館に併設されていた。『石川の公共図書館』ではこのときを創設としている。

1974年（昭和49年）8月17日に内灘町立図書館として内灘町福祉センター3階に開館、移動図書館車を購入し9月から巡回を開始した。また、図書館開館記念事業として井上靖文学碑を内灘砂丘に建てた。
1976年（昭和51年）4月13日に中央公民館（大根布公民館を建て替え、前年に落成）の3階に移転。
1979年（昭和54年）11月7日に新設された内灘町文化会館の2階に移転（現在地）、井上靖文庫を開設した。
1986年（昭和61年）4月1日、金沢市と「図書館資料の貸出に関する協定」を結んだ。
1989年（平成元年）4月1日、宇ノ気町（現在はかほく市）と相互貸出協定を結んだ。
2000年（平成12年）10月11日に内灘町、高松町、七塚町、宇ノ気町（3町は現在のかほく市）、津幡町の河北郡5町で相互貸し出しの協定書に調印し、11月1日から実施された。
2002年（平成14年）4月、子どもの読書活動優秀実践図書館文部科学大臣表彰を受賞。
2004年（平成16年）10月で利用者減と車両の老朽化により移動図書館を取りやめた。
読み聞かせの便宜を図るため従来の閲覧室から独立した位置にある会議室を改装して2011年（平成23年）10月2日に「絵本のおへや キッズーナ」を開設した。
2014年（平成26年）4月より雑誌スポンサーの受付を開始した。
2017年（平成29年）10月15日から野々市市とも相互貸し出しを開始した。

## 施設構造
複合施設である内灘町文化会館に公民館、児童館等とともに設置されており、図書館は2階にある。1階にはかつて福祉カフェ「チャレンジド喫茶 虹」があったが、閉店して再開の予定はないとされる。
建物概要
地上3階地下1階（うち図書館:地上2階）
延床面積：5,389.32m²

## サービス
図書館の入館や利用はだれでも可能であるが、館外貸出には利用者登録が必要で内灘町在住・在勤・在学者のみが可能となっている。また、金沢市・かほく市・野々市市・津幡町との図書館相互利用が行われており、その地域に在住の場合は利用者登録をすることで図書の貸出ができるようになる。
内灘町内には文化会館前の他、アカシア・向陽台・鶴ヶ丘東・西荒屋の各公民館前に図書返却ポストが設置されており、図書の場合のみ返却が可能になっている。電話やFAX、インターネットでの予約が可能。また内灘町民に限り、所蔵していない本を他の図書館から借りるか、新規購入するためのリクエストを行うことができる。
館外貸出
本・雑誌：10冊まで2週間
AV資料：2点まで2週間（中学生以上）
開館時間
10時00分 - 18時00分
休館日
月曜日
年末年始
蔵書点検期間

## 立地
町道幹1号向粟崎大根布線（通称：医科大通り）に面している。文化会館の建物に隣接して駐車場があり、路地を挟んだ向かいにも文化会館の駐車場及び図書館専用の駐車場が設けられている。
北陸鉄道浅野川線「内灘駅」より北鉄金沢バスにて「大清台」まで約6分。
内灘町コミュニティバス・ナディでは「全町ルート」及び「南部ルート」で「大清台」下車、「にしルート」で「文化会館」下車。

## 井上靖文学碑と文庫

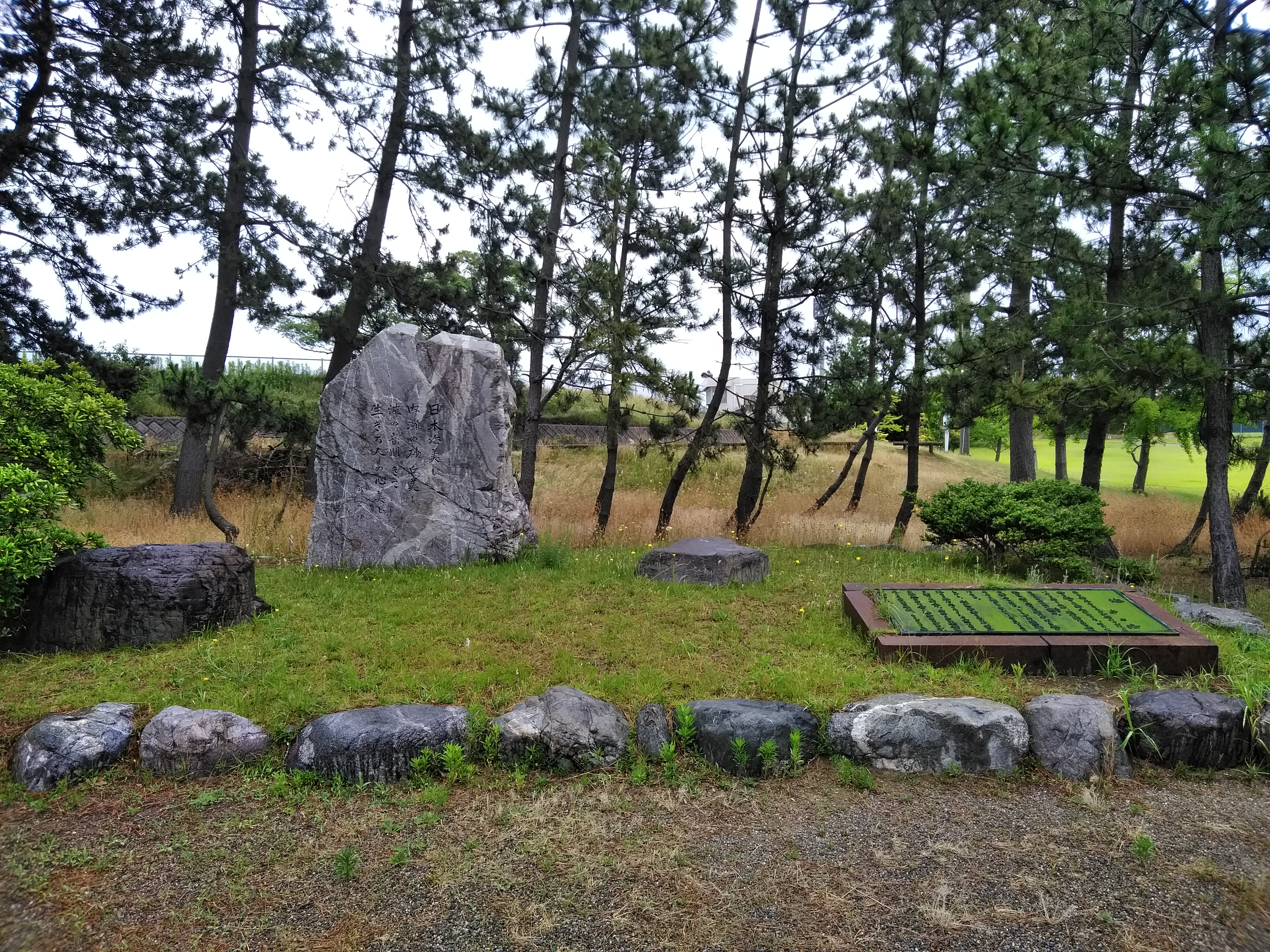
井上靖文学碑

井上靖が旧四高時代に内灘をたびたび訪れ、後の作品で日本海と内灘砂丘が舞台とされたことなどを受け、図書館開館記念事業として井上靖文学碑を内灘砂丘に建てた。1975年（昭和50年）3月29日の除幕式には井上靖も出席した。一帯は内灘町総合公園として平成期に整備が進められ、その一画となっている（北緯36度39分47.2秒 東経136度39分02.7秒 / 北緯36.663111度 東経136.650750度）。
図書館内にも井上靖文庫を設けて蔵書や原稿、パネルなどの常設展示を行っている。